# Cyclophora albilineata
Cyclophora albilineata là một loài bướm đêm trong họ Geometridae.